# Corps des astronautes de l'Armée populaire de libération

Emblème du Corps des astronautes de l'Armée populaire de libération.

Le Corps des astronautes de l'Armée populaire de libération (en chinois simplifié : 中国人民解放军航天员大队)) est une unité militaire liée à la Force de soutien stratégique de l'Armée populaire de libération.
Basée à Pékin et active depuis 1998, elle est responsable de la sélection et de la formation des astronautes chinois (taïkonautes) pour le programme spatial habité de la Chine.